# تيري آن لين
تيري آن لين (من مواليد 7 أبريل 1961 في هونولولو، هاواي) ) هي ممثلة ومغنية أمريكية حظيت بشعبية كبيرة في فنلندا وإيطاليا. أدت دور كريستين فورستر دومينجيز في مسلسل ذا بولد أند ذا بيوتيفول، بانتظام من 1987 إلى 1990، وعادت لفترة وجيزة في عام 1992 ومرة أخرى في عام 1994 

## ملكة جمال هاواي، الولايات المتحدة الأمريكية 1981
كانت لين ملكة جمال هاواي، الولايات المتحدة الأمريكية لعام 1981 وحازت المركز الرابع في مسابقة ملكة جمال الولايات المتحدة لعام1981.

## مهنة التمثيل
أول ظهور تلفزيوني لها كان بحلولها ضيفةً على برنامج جوني كارسون الليلة في 28 أبريل 1982  مع شركة ديزني كوربوريشن وذلك للشهرة التي حققها ألبوم Mousercise والذي حقق لها السجل ذهبي  وبعد ذلك استضافها مايكل يونغ في برنامج غراند بريكس آل ستار شو.
يذكر موقع IMDB.com ظهورها في 242 حلقة من مسلسل ذا بولد أند ذا بيوتيفول بدور أنثوي رئيسي.  يذكر أن الممثلة تريسي ملكيور تابعت الظهور بدور كريستين فورستر في 184 حلقة. 
أيضاُ ظهرت في كلٍ من هاواي فايف أو وماجنوم بي آي ودالاس. 
أيضاً كانت مضيفة حيث ظهرت في مجلة أور ماغازين وبي إم ماغازين ومعجب عجيب وفاميلي فيود  كما أنها غنت في عمل ترابيز سيرك النجوم في عام 1987.  
على الرغم من تأديتها دور الفتاة الجميلة اللطيفة، فقد نقلت مجلة بيبول عنها قولها «لا مشكلة في خلق الأحقاد فالجميع يشتركون فيها».
معروفة بشكل شعرهها الكبير الذي كان رائجًا في الثمانينات، لكنها ظهرت لاحقًا بمظهر أكثر عصرية في فيلم بيور دانجر. كما ظهرت في فيلم آخر هو فالوت مع دانيال بالدوين حيث لعبت دور  مهندسة كمبيوتر ناسا مع نظارات بقرون.

## الغناء
تم تسجيل ألبوم لين الأول لوف إز ذا أنسر تحت العلامة التجارية فازر ميوزك في عام 1993.
تم تسجيل ألبومها الثاني بي يونغ بي فوليش بي هابي تحت العلامة التجارية وارنر ريكوردس فينلاند والذي وصلت فيه إلى المرتبة الذهبية في القوائم الأوروبية عندما صدر في فنلندا في عام 1997. تم إصداره في الولايات المتحدة في عام 1998 عن طريق علامة التسجيل بول بارتي.  

## الحياة الشخصية
نشأت لين في منطقة دايموند هيد في هونولولو هاواي.
وكانت لين زميلة باراك أوباما في مدرسة بوناهو في هونولولو (تخرج كلاهما عام 1979). نقلت عنها في صحيفة كورييري ديلا سيرا الإيطالية اليومية قولها أن رئيس الولايات المتحدة المستقبلي كان لديه «شعر أفرو» لطيف وأنه «يرتدي زي جون ترافولتا». وأضافت أنها تعتقد أن أوباما لم يكن جيدًا في التنس «وإلا كنا سنلعب التنس معًا» لأنها تعرف جيدًا لاعبي التنس في هاواي.
في بوناو كانت لين بطلة في التنس الفردي لولاية هاواي لعام 1978.
حضرت سنة واحدة في جامعة ببردين. 
في عام 1981 فازت لين ووالدتها ببطولة التنس المفتوحة للتنس. 
في مجلة بيبول تم تصويرها مع حبيبها السابق توني جريفين وهو الطفل الوحيد أنتجته ميرف غريفين الترفيهية. 
كانت لين محكماً لمسابقة ملكة جمال الكون 1996. أصبحت لين فيما بعد مصورةً ومتخصصةً في العلامات التجارية في هاواي.

## روابط خارجية
- تيري آن لين على موقع IMDb (الإنجليزية)
- تيري آن لين على موقع ميوزك برينز (الإنجليزية)
- تيري آن لين على موقع أول موفي (الإنجليزية)
- تيري آن لين على موقع قاعدة بيانات الفيلم (الإنجليزية)
- تيري آن لين على موقع كينوبويسك (الروسية)
- تيري آن لين في قاعدة بيانات الأفلام على الإنترنت

| الجوائز والإنجازات | الجوائز والإنجازات                              | الجوائز والإنجازات |
| ------------------ | ----------------------------------------------- | ------------------ |
| كارول تشينج        | ملكة جمال هاواي الولايات المتحدة الأمريكية 1981 | فانيسا دوبوا       |